# Lasius subumbratus
Lasius subumbratus är en myrart som beskrevs av Henry Lorenz Viereck 1903. Lasius subumbratus ingår i släktet Lasius och familjen myror. Inga underarter finns listade i Catalogue of Life.

## Bildgalleri

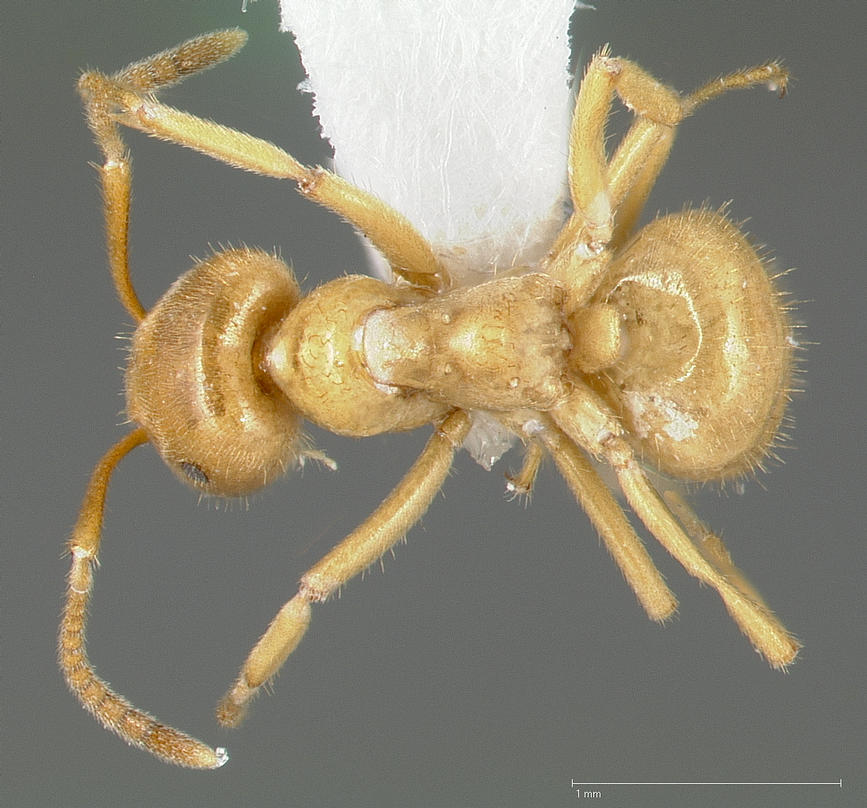
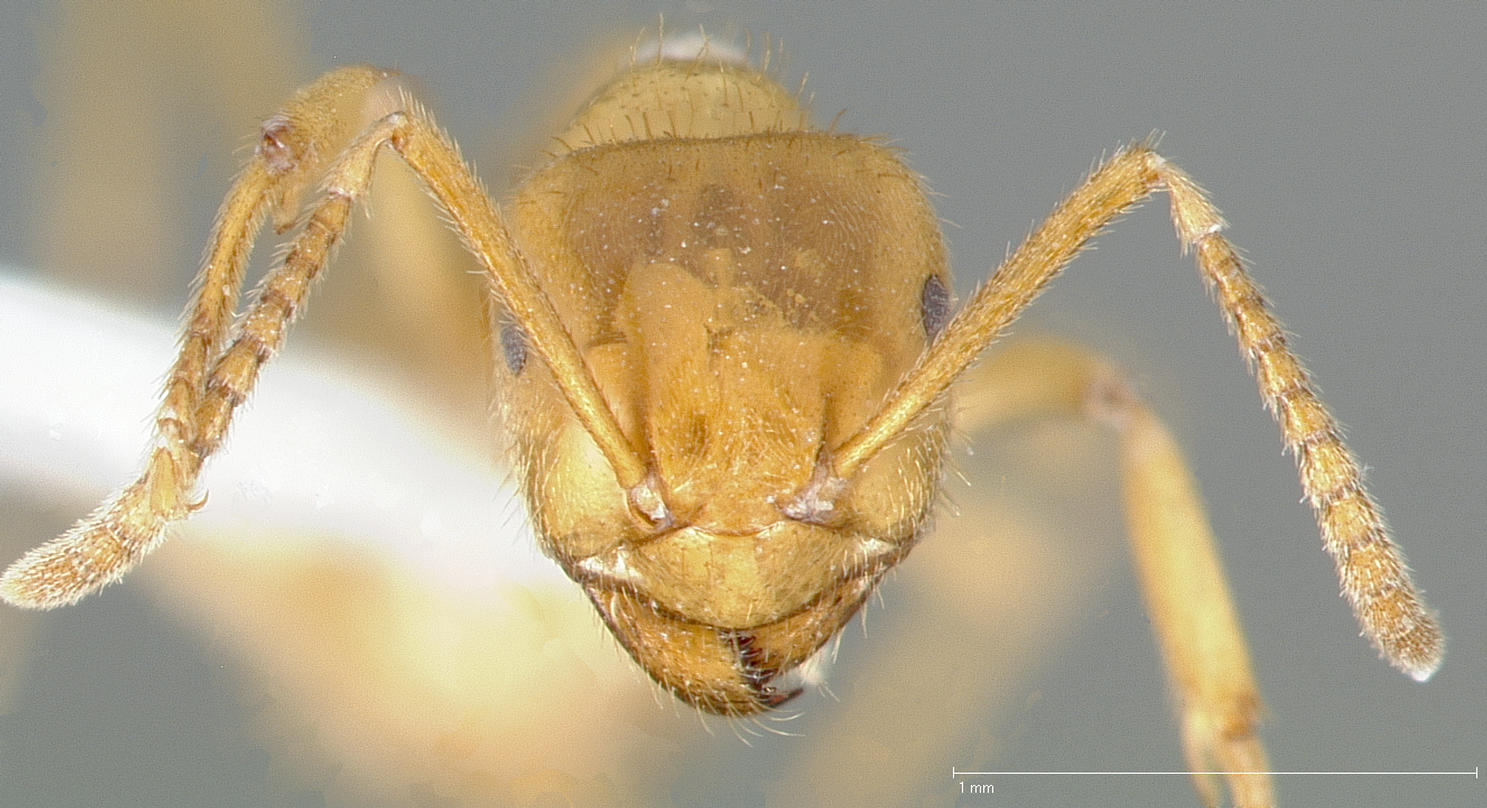
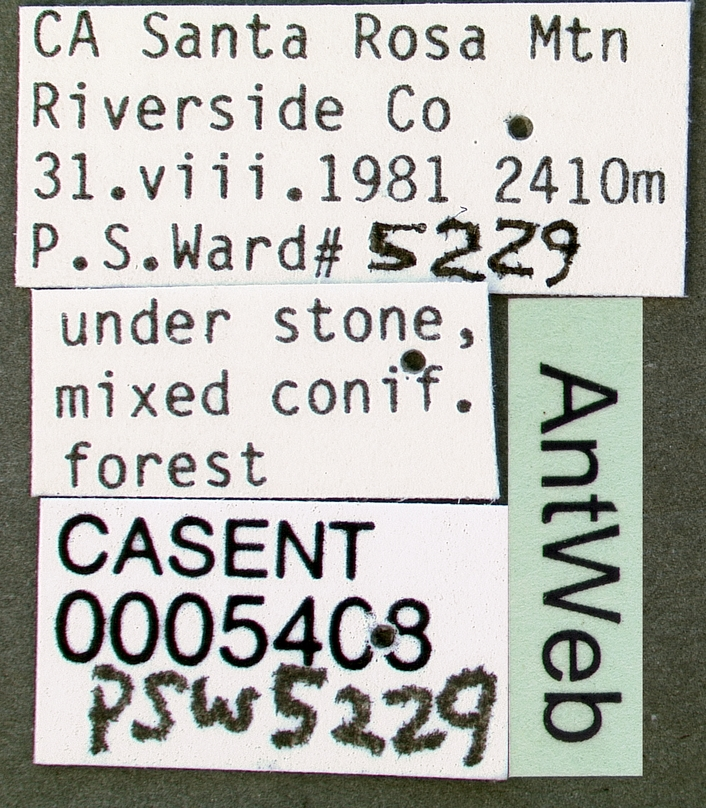
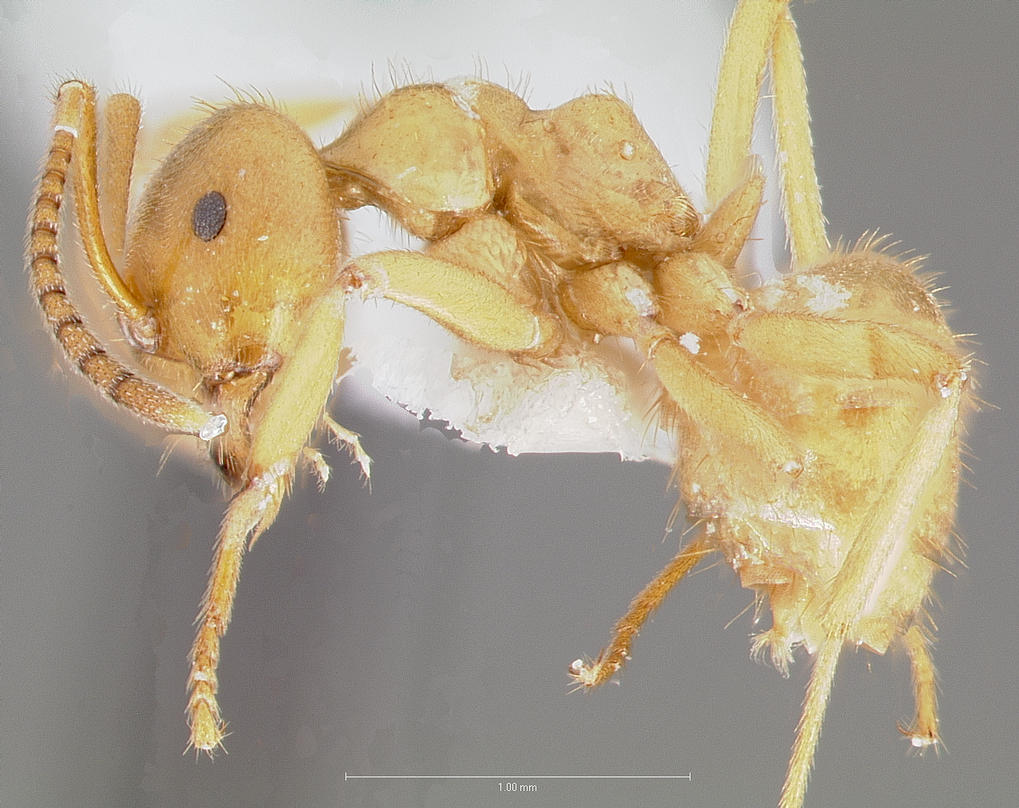
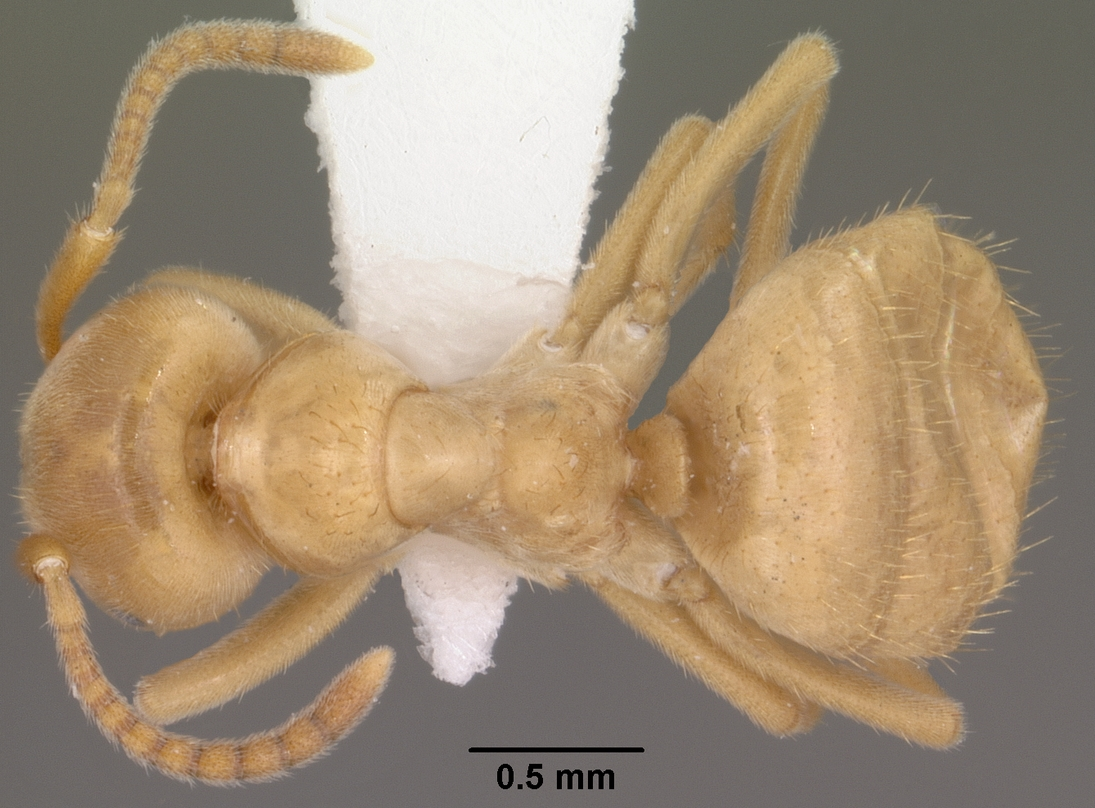
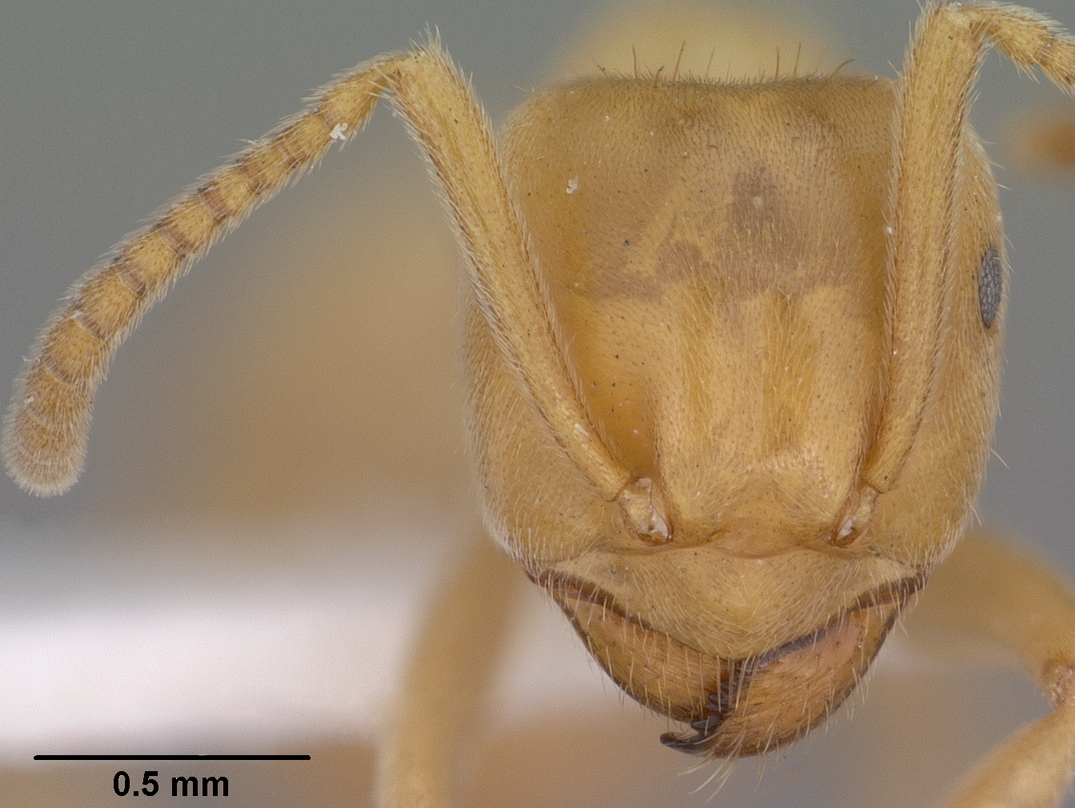